# کیویلو
کیویلو (به لاتین: Kiviloo) یک منطقهٔ مسکونی در استونی است که در دهستان راسیکو واقع شده‌است.